# Пниши, Альбан
Альбан Пниши (алб. Alban Pnishi; 20 октября 1990 года, Цюрих) — косоварский футболист, играющий на позиции защитника. Ныне выступает за израильский клуб «Волен»

## Клубная карьера
Профессиональную карьеру футболиста Альбан Пниши начал в 2009 году, выступая за клуб швейцарской Челлендж-лиги «Волен». Первый гол за свою команду он забил 21 мая 2011 года, открыв счёт в гостевом поединке против «Лугано».
Отыграв 6 сезонов за «Волен» в Челлендж-лиге, Пниши летом 2015 года перешёл в клуб швейцарской Суперлиги «Грассхоппер». В главной швейцарской футбольной лиге он дебютировал 19 июля 2015 года в гостевом матче против «Туна», заменив на 62-й минуте матча бразильского полузащитника Кайо.

## Карьера в сборной
Альбан Пниши дебютировал за сборную Косова 13 ноября 2015 года в домашнем товарищеском матче против сборной Албании, заменив на 5-й минуте Илира Беришу.

## Статистика выступлений

### В сборной
| Матчи и голы Альбана Пниши за сборную Косова | Матчи и голы Альбана Пниши за сборную Косова | Матчи и голы Альбана Пниши за сборную Косова | Матчи и голы Альбана Пниши за сборную Косова | Матчи и голы Альбана Пниши за сборную Косова | Матчи и голы Альбана Пниши за сборную Косова | Матчи и голы Альбана Пниши за сборную Косова |
| №                                            | Дата                                         | Место проведения                             | Соперник                                     | Счёт                                         | Голы                                         | Соревнование                                 |
| -------------------------------------------- | -------------------------------------------- | -------------------------------------------- | -------------------------------------------- | -------------------------------------------- | -------------------------------------------- | -------------------------------------------- |
| 1                                            | 13 ноября 2015                               | Городской стадион, Приштина                  | Албания                                      | 2:2                                          | —                                            | Товарищеский матч                            |
| 2                                            | 5 сентября 2016                              | Веритас, Турку                               | Финляндия                                    | 1:1                                          | —                                            | Квалификация ЧМ 2018                         |
| 3                                            | 6 октября 2016                               | Лоро Боричи, Шкодер                          | Хорватия                                     | 0:6                                          | —                                            | Квалификация ЧМ 2018                         |
| 4                                            | 9 октября 2016                               | Стадион Краковии, Краков                     | Украина                                      | 0:3                                          | —                                            | Квалификация ЧМ 2018                         |
| 5                                            | 12 ноября 2016                               | Анталья Арена, Анталья                       | Турция                                       | 0:2                                          | —                                            | Квалификация ЧМ 2018                         |
| 6                                            | 24 марта 2017                                | Лоро Боричи, Шкодер                          | Исландия                                     | 1:2                                          | —                                            | Квалификация ЧМ 2018                         |
| 7                                            | 11 июня 2017                                 | Лоро Боричи, Шкодер                          | Турция                                       | 1:4                                          | —                                            | Квалификация ЧМ 2018                         |
| 8                                            | 9 октября 2017                               | Лаугардалсвёллур, Рейкьявик                  | Исландия                                     | 0:2                                          | —                                            | Квалификация ЧМ 2018                         |

Итого: 8 матчей / 0 голов; eu-football.info Архивная копия от 15 февраля 2018 на Wayback Machine.